# شیلا کاسترو
شیلا تاوارس د کاسترو (پرتغالی: Sheilla Tavares de Castro؛ زادهٔ ۱ ژوئیهٔ ۱۹۸۳) بازیکن والیبال اهل برزیل، عضو تیم ملی والیبال برزیل و باشگاه واکیف بانک است. شیلا در المپیکهای ۲۰۰۸ و ۲۰۱۲ از بازیکن‌های مثبت برزیل بود که در نهایت موفق به کسب مدالطلا در هر دو المپیک پکن و لندن شد. شیلا از ستاره‌های چند سال اخیر والیبال زنان است که در رده ملی موفق به کسب ۶ مدال طلا جایزه بزرگ جهان، سه طلا جام بزرگ قهرمانان جهان، دو مدال نقره و یک برنز قهرمانی جهان، ۵ قهرمانی در جام ملت‌های آمریکای جنوبی، سه قهرمانی در تورنمنت مسترز مونترو، یک طلا و نقره بازی‌های پان امریکن و یک مدال نقره جام جهانی شده‌است.

## باشگاه‌ها
- مکنزی (۱۹۹۷–۲۰۰۰)
- ویوو میناس (۲۰۰۱–۲۰۰۴)
- اسکاوولینی پزارو (۲۰۰۴–۲۰۰۸)
- سائو کیتانو (۲۰۰۸–۲۰۱۰)
- ریو دو ژانیرو (۲۰۱۰–۲۰۱۲)
- مولیکو اوزاسکو (۲۰۱۲–۲۰۱۴)
- واکیف بانک (۲۰۱۴–)

## دست‌آوردها

### فردی
- باارزشترین بازیکن جام بزرگ قهرمانان جهان ۲۰۰۵
- امتیازآورترین بازیکن جام بزرگ قهرمانان جهان ۲۰۰۵
- باارزشترین بازیکن جایزه بزرگ جهان ۲۰۰۶
- امتیازآورترین بازیکن و بهترین اسپکر سوپر لیگ برزیل ۲۰۰۸/۰۹
- باارزشترین بازیکن جایزه بزرگ جهان ۲۰۰۹
- بهترین زننده سرویس و بهترین اسپکر سوپر لیگ برزیل ۲۰۰۹/۱۰
- باارزشترین بازیکن جام پان امریکن ۲۰۱۱
- باارزشترین بازیکن قهرمانی آمریکای جنوبی ۲۰۱۱
- بهترین زننده سرویس المپیک ۲۰۱۲
- باارزشترین بازیکن قهرمانی باشگاه‌های آمریکای جنوبی ۲۰۱۲
- باارزشترین بازیکن قهرمانی باشگاه‌های جهان ۲۰۱۲
- امتیازآورترین بازیکن قهرمانی باشگاه‌های جهان ۲۰۱۲
- بهترین پشت خط زن قهرمانی آمریکای جنوبی ۲۰۱۳
- بهترین پشت خط زن جایزه بزرگ جهان ۲۰۱۴
- بهترین پشت خط زن قهرمانی جهان ۲۰۱۴

### باشگاهی
- قهرمان جام کنفدراسیون اروپا ۲۰۰۶
- قهرمان جام کنفدراسیون اروپا ۲۰۰۸
- قهرمان قهرمانی باشگاه‌های جهان ۲۰۱۲
- نایب قهرمان قهرمانی باشگاه‌های جهان ۲۰۱۴

## زندگی شخصی
شیلا در ۲۰ آوریل ۲۰۱۳ با برنو بلاسیولی بازیکن سابق بسکتبال ازدواج کرد. او همچنین در سال ۲۰۱۲ به عنوان شیک پوش‌ترین زن برزیل انتخاب شد.